# Тимошенко Микола Михайлович
Мико́ла Миха́йлович Тимоше́нко (нар. 27 квітня 1958, село Гладковичі, Овруцький район, Житомирська область) — український політичний діяч, член КПУ.
23 липня 2008 року Кабінет міністрів призначив Тимошенка головою Державного комітету лісового господарства України. 22 березня 2010 року був звільнений з цієї посади.

## Освіта
У 1976 році вступив на агрономічний факультет Житомирського сільськогосподарського інституту, по закінченню якого отримав спеціальність вчений-агроном. У 1999 році закінчив Державну агроекологічну академію за фахом економіст-бухгалтер.
Кандидат економічних наук.

## Трудова діяльність
Після закінчення Селищанської середньої школи працював різноробом у колгоспі Овруцького району Житомирської області, був інструктором із спорту.
З 1977 року — на комсомольській роботі: інструктор, завідувач відділу комсомольських організацій, 1-й секретар Овруцького районного комітету комсомолу Житомирської області.
Після закінчення інституту працював головним агрономом колгоспу-мільйонера імені Тельмана в селі Піщаниця Овруцького району Житомирської області.
У 1984—1986 роках — голова правління колгоспу-мільйонера «Україна» Овруцького району на Житомирщині.
У листопаді 1986 року обраний першим секретарем Житомирського обласного комітету комсомолу.
З 1991 року очолював найбільші в Україні навчальні заклади з підготовки фахівців для сільського господарства — ПТУ 15 (Центр професійно-технічної освіти м. Житомира) в 1991-2004 роках та Житомирський агротехнічний коледж з 2004 року.
Керівник фракції «Комуністична партія України» в Житомирській облраді (квітень 2006 — 2007).
Народний депутат України шостого скликання. Голова підкомітету з питань реформування агропромислового комплексу, розвитку науки та освіти Комітету Верховної ради України з питань аграрної політики та земельних відносин. Член міжпарламентської комісії зі співпраці Верховної Ради України та Національних Зборів Республіки Білорусь. Член Виконавчого комітету національної групи в Міжпарламентському Союзі. Верховна Рада прийняла складання повноважень нардепа 16 грудня 2008 року, в зв'язку з посадою у виконавчій владі.

## Родина
Одружений. Дружина — Світлана, лікар Житомирської клінічної обласної лікарні. Має сина Михайла та доньку Лілію.